# Brendan Rodgers
Brendan Rodgers (født 26. januar 1973) er en tidligere nordirsk fodboldspiller og nuværende fodboldmanager. Han har tidligere trænet klubber som Watford FC, Reading FC og Swansea AFC og Liverpool FC. Nuværende træner for Leicester City FC. Sin største succes opnåede han i walisiske Swansea, da klubben rykkede op i Premier League fra den næstbedste række, hvor han efterfølgende stod bag klubbens 11. plads i den første sæson.
Rodgers er kendt for at praktisere den spanske spillestil tiki-taka, som lægger vægt på boldbesiddelse og korte pasninger, og han får ros for at få sine hold til at spille offensiv og teknisk fodbold. [kilde mangler]

## Karriere som spiller
Rodgers begyndte sin karriere som fodboldspiller i Nordirland som forsvarsspiller for Ballymena United. Han spillede tolv kampe på tre år i ligaen. Som 17 årig skiftede han til Reading, hvor han spillede på reserveholdet. Hans karriere som spiller endte allerede da han var 20, på grund af et genetisk knæproblem.
Rodgers spillede en kort periode i klubber udenfor ligasystemet, for Newport på Isle of Wight, Witney Town og Newbury Town.

## Karriere som manager

### Watford
Den 24. november 2008 blev Rodgers udnævnt til manager for Championship-klubben Watford. Dette var hans første job som klubmanager, efter perioder med ansvar for ungdomshold i Reading og Chelseas reservehold. Watford havde kun vundet to af sine første ti ligakampe, og lå i januar under nedrykningsstregen. Men under Rodgers forbedrede Watfords form sig gradvis, og klubben sluttede sæsonen på 13. pladsen.

### Reading
Efter at Steve Coppell trak sig som manager for Championship klubben Reading blev Rodgers nævnt som favorit til at erstatte ham. Han tog afstand fra rygterne om at han skulle forlade Watford, og udtalte at «jeg koncentrerer mig fuldt ud om jobbet i Watford». og at de som har linket ham til andre klubber, stillede spørgsmål ved hans integritet. 5. juni 2009 skrev Rodgers under på kontrakten som manager for Reading, efter klubberne var blevet enige i en transfer til Watford på £500 000, som senere kunne stige til £1 million. Watfords supportklub udtalte at Rodgers' skifte var «alvorligt skadeligt» i supporternes øjne, men også at de «takkede Brendan for hans anstrengelser i sæsonen og ønskede ham alt godt fremover.». Den 11. august 2009 fik Rodgers sin første sejr som Reading manager med 5–1 over League Two-holdet Burton Albion i ligacupens første runde. Til trods for en god start, fulgte en svært skuffende række af resultater, som førte til at Rodgers forlod Reading efter gensidig enighed den 16. december 2009.

### Swansea City
Rodgers blev 16. juli 2010 ansat som manager for Championship klubben Swansea City. Inden ansættelsen havde han haft samtaler med henblik på at blive en del af trænerteamet til Manchester City under manager Roberto Mancini. Han fik en god start som manager og resultaterne var meget positive, og førte til at Rodgers blev udnævnt til månedens manager i the Championship for februar 2011, efter at Swansea havde vundet fem af de seks ligakampe de spillede den måned, og holdt nullet i fire af dem. 25. april 2011 Sikrede Rodgers Swansea City en plads i Championships play-off om oprykning til Premier League med en overbevisende 4-1 sejr over Ipswich Town på Liberty Stadium. Den 16. maj 2011 førte han Swansea til finalen i play-off efter sejr over Nottingham Forest. Han mødte sin tidligere klub Reading på Wembley Stadium 30. maj 2011, i en kamp som Swansea vandt 4-2 takket være et hattrick fra Scott Sinclair, og Swansea blev dermed den første walisiske klub i Premier League.
Rodgers' første sejr som Premier League-manager kom 17. september 2011, da Swansea slog West Bromwich 3–0 på Liberty Stadium. Til trods for at mange før sæsonstart havde spået at Swansea var favoritter til nedrykning, så fortsatte de deres imponerende sæson med at tage point mod Liverpool, Newcastle, Tottenham og Chelsea, og de holdt sig godt over nedrykningsstregen. I januar 2012 tog Swansea sæsonens første udesejr, mod Aston Villa, og samme måned slog de på hjemmebane Arsenal 3–2 og spillede hjemme uafgjort 1-1 mod Chelsea, dette sikrede Rodgers hans første udnævnelse som månedens manager i Premier League. I februar 2012 underskrev Rodgers en ny kontrakt på tre og et halvt år, som bandt han til klubben frem til juli 2015. Rodgers' sidste kamp som manager for Swansea City var en hjemmesejr på 1-0 i sidste spillerunde over sin fremtidige klub Liverpool, en sejr som sikrede Swansea en 11. plads i sin debutsæson i Premier League.

### Liverpool
Den 30. maj 2012 blev det offentliggjort, at Rodgers ville blive ansat som Liverpools nye manager  efter Kenny Dalglishs afgang to uger tidligere, og nyheden blev officielt bekræftet 1. juni 2012. På en pressekonference senere samme dag udtalte klubejeren John W. Henry at «Brendan Rodgers' udnævnelse i dag som manager for Liverpool Football Club er et af de vigtigste skridt vi vil tage i [arbejdet med] at bygge en klub, på og udenfor banen, som supporterne kan blive begejstret over.» Ansættelsen af Rodgers' blev umiddelbart støttet af hans tidligere kollega José Mourinho. I juli 2012 skrev Rodgers et åbent brev til Swansea Citys supportere, hvor han takket dem og de ansatte for sin tid i klubben. 4. juli 2012 havde Rodgers sin første træning som Liverpool manager, da truppen vendte tilbage fra ferien for at begynde forberedelsen til den kommende sæson.
Den 2. august havde Rodgers sin første officielle kamp som Liverpool-manager, da holdet vandt 1–0 i Europa League-kampen mod FC Gomel, og han vandt sin første hjemmesejr i returkampen en uge senere.
Den 18. august 2012 spillede Liverpool den første Premier League-kamp med Rodgers som manager. Holdet tabte 3-0 mod West Bromwich Albion på The Hawthorns i en kamp, hvor Daniel Agger blev udvist. Rodgers' første sejr i Premier League kom først i sjette spillerunde 29. september mod Norwich, da holdet sejrede 5-2 på udebane. Sin første hjemmesejr i ligaen opnåede Rodgers mod Reading i ottende spillerunde. Efter de fem første kampe lå Liverpool næstsidst i ligaen med kun 2 point, men de følgende otte kampe blev gennemført uden nederlag, og holdet gik fra 19. til 11. pladsen. Rækken med kampe uden nederlag blev brudt i udekampen mod Tottenham Hotspur 28. november. Flere dårlige resultater fulgte, bl.a. med nederlag hjemme på 3-1 til Aston Villa og nederlaget ude til Stoke på 3-1. Disse nederlag var med til at give Liverpool den dårligste første halvdel af sæsonen siden indførelsen af Premier League i 1995. Senere blev holdet slået ud i 4. runde af FA-cuppen af Oldham fra League One.
Efter en mindre heldig første sæson kom Rodgers og Liverpool betydelig bedre i gang i sæsonen 2013-14. Selv om klubbens store stjerne Luis Suárez havde karantæne i den første håndfuld kampe i sæsonen vandt Liverpool seks af sine første ni kampe og tabte kun én. Klubben blev et af de mest scorende i ligaen med de to angribere Daniel Sturridge og (efter udståelsen af karantænen) Suárez i spidsen som to af ligaens absolutte topscorere. Blandt de meriterende resultater var sejre på 5-0 over Tottenham, 4-0 over lokalrivalerne fra Everton og 5-1 over topholdet Arsenal, og skønt Rodgers også oplevede sit hold tabe til normalt lavere rangerende klubber, lå holdet i begyndelsen af februar lige i hælene på de tre tophold.
Den 4. oktober 2015 annoncerede Liverpool FC på deres hjemmeside, at Brendan Rodgers er blevet fyret.
Nu træner for Celtic.

### Leicester
Den 26. februar 2019 blev Rodgers annonceret som den nye Leicester City manager. Rodgers 'første kamp med The Foxes var den 3. marts 2019 borte mod den tidligere klub Watford. Spillet endte med 2–1 til nederlag, hvor Andre Gray scorede en vinder på 92. minut for Hornets. [103] I Rodgers 'hjemmedebut, hans andet ansvarlige kamp, vandt Leicester 3–1 over kæmpende Fulham. Stifter Jamie Vardy scorede sit 100. mål for klubben i kampen.

## Privat
Han har to børn – en dreng – Anton, der blev født på hans egen 20-års fødselsdag, og en pige ved navn Mischa.